# Veress Sándor (mérnök)
Veress Sándor (Sarkad, 1828. december 3. – Bukarest, 1884. október 27.) magyar mérnök, utazó, író. Részt vett az 1848–49-es szabadságharcban, ennek leverése után emigrációba kényszerült, több országot bejárt, majd végül Bukarestben telepedett le. A tudományos földmérés és a romániai vasútépítés úttörője, nevéhez fűződik az első romániai vasútvonal megépítése. Sarkad város díszpolgára, a Román Korona-rend érdemfokozat tulajdonosa, a román-magyar barátság szószólója.

## Élete
1828-ban született Sarkadon, református lelkész fiaként. Elemi iskoláit Sarkadon és Békésen végezte, majd a debreceni kollégiumban jogot tanult, de még tanulmányai befejezése előtt, 1848-ban csatlakozott a szabadságharchoz. Petőfi Sándor személyes barátja volt. Bem József bihari zászlóaljában honvédként szolgált, majd a szabadságharc leverése után emigrációba kényszerült. Várnán szabóinasként, Konstantinápolyban bútorkereskedőként dolgozott, harcolt a krími háborúban, bejárta Kis-Ázsiát, majd az akkor török fennhatóság alatt álló Dobrudzsában gazdálkodott. 1858-ban Kossuth Lajost követve Párizsba majd Londonba is eljutott, ahol mérnöki diplomát szerzett. 1859-ben az osztrák–francia háborúban az itáliai légió kapitánya volt. 1859 novemberében Bukarestben telepedett le, ahol mérnökként dolgozott élete végéig. Sírja a Giulești úti református temetőben van.

## Munkássága

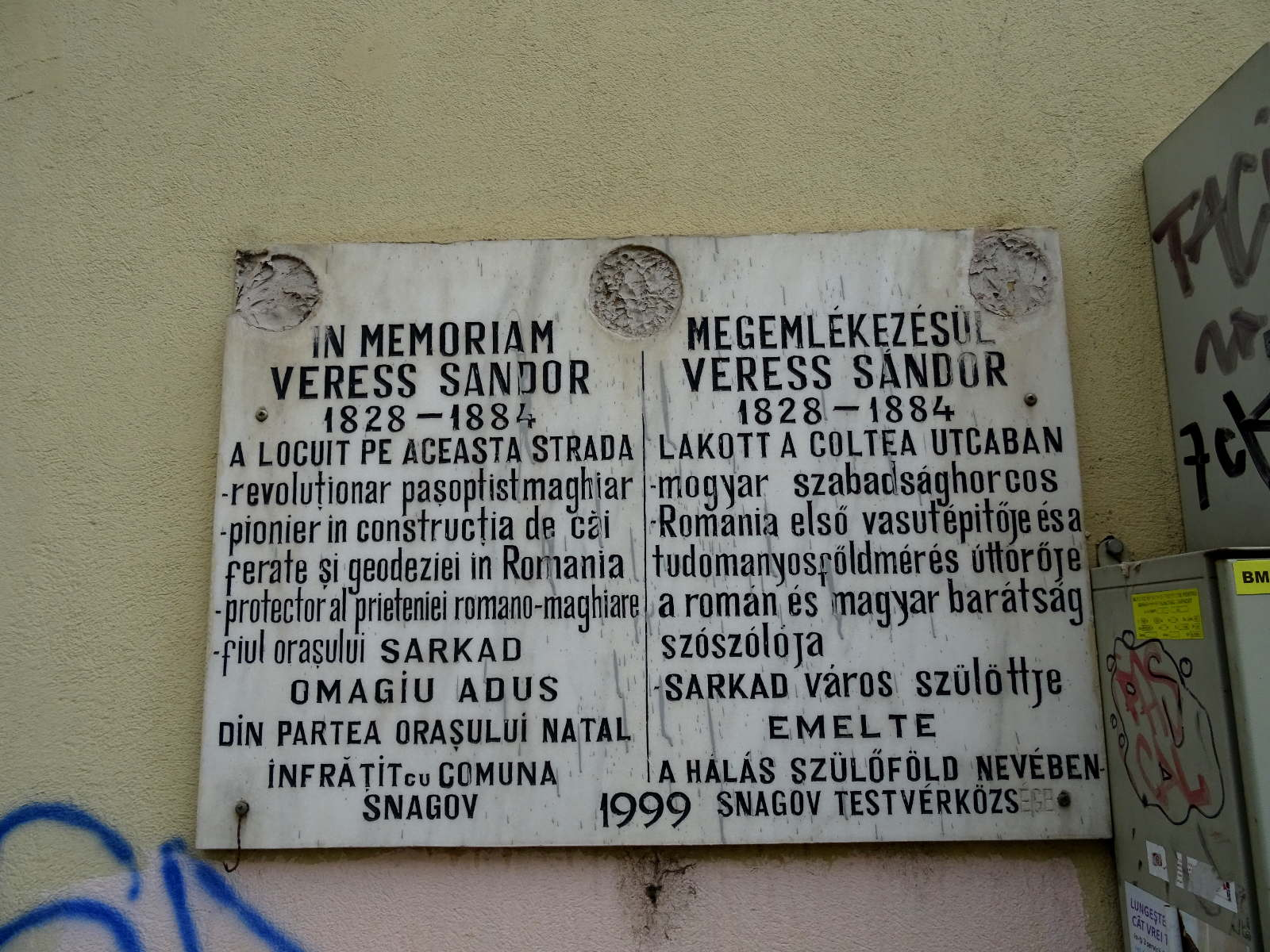
Emléktábla Bukarestben

Veress Sándor mérnökként és földmérőként több román nemesi családnak, sőt még a királynak is dolgozott. Ő tervezte az első romániai vasútvonalat (Bukarest–Gyurgyevó), melyet 1869. szeptember 7-én adtak át. Az ő vezetésével épült 1872–1875 között a Pitești–Varcsaró vonal, mely bekapcsolta Romániát az európai vasúthálózatba. Életművét 1881-ben I. Károly román király a Román Korona-rend (Coroana României) érdemfokozattal jutalmazta.
Számos könyvet és tanulmányt írt; beszámolt a szabadságharc utáni keleti magyar emigrációról, tudományos és történelmi cikkeket közölt. A romániai magyar református egyház főgondnoka, a Bukaresti Magyar Társulat tiszteletbeli elnöke volt, részt vett a Bukaresti Magyar Közlöny szerkesztésében, támogatta a bukaresti magyar oktatást.

### Művei
- A magyar emigratio a keleten I–II. kötet, Budapest: Athenaeum (1878)
- Románia története (részlet), kéziratban fennmaradt mű

## Családja
Apja Veress Ferenc sarkadi református lelkész (1791–1849). Öccse Veress Ferenc agronómus (1830–1894), fiai Veress Endre történész (1868–1953) és Veress Ferenc orvos (1877–1962), unokája Veress Ferenc orvos (1907–1989).